# Rue des Échevins (Nantes)
Pour les articles homonymes, voir Rue des Échevins.
La rue des Échevins est une voie de Nantes, en France.

## Situation et accès
Située dans le centre-ville de Nantes, la rue des Échevins, qui relie la place du Bouffay (au niveau de la rue de la Bâclerie) à la rue des Petites-Écuries, est pavée et fait partie de la zone piétonnière du Bouffay.

## Origine du nom
La voie doit son nom au fait qu'une demeure qui s'y trouvait, abrita naguère la première mairie de Nantes.

## Historique
Jusqu'au début du XXe siècle, la voie reliant la rue des Petites-Écuries à la rue de la Bâclerie suivait un tracé tortueux, empruntant la partie est de l'actuelle rue des Échevins, puis la partie sud de l'actuelle rue du Petit-Bacchus avant de bifurquer vers l'ouest pour déboucher rue de la Bâclerie, une dizaine de mètres plus au nord que l'actuelle rue des Échevins.
Au XVIIIe siècle, cette rue composée de trois segments s'appelait « rue de Germonde » (ou « de Guermonde »). Puis, en 1721, on la divise en « rue de Guermonde » et « rue Basse de la Bâclerie », avant de reprendre son unité sous le nom de « rue du Petit-Bacchus » en 1759.
Sur le tracé de la partie ouest de la rue des Échevins se trouvaient plusieurs maisons, dont, à l'angle nord-est de la place du Bouffay, une maison du XVe siècle à pans de bois et encorbellements, baptisée « maison des Engins » parce qu'elle servit de dépôt pour le matériel de guerre de la Ville. Construite sur un terrain acheté à l'abbesse de Fontevrault, elle accueillit également la première mairie de Nantes, d'où l'autre nom donné à cette demeure : la « maison des Échevins »,. Déjà signalée délabrée en 1471, puis en 1568, elle fut démolie en 1906 (seuls les vestiges d'une cheminée gothique sont encore visibles sur le pignon de la maison située à l'extrémité sud-ouest de la rue), ce qui permit de donner à cette artère son aspect quasiment rectiligne d'aujourd'hui.
Sa dénomination actuelle lui a été attribuée à la suite d'une délibération du conseil municipal du 10 juillet 1933, répondant au souhait d'une partie des habitants de cette artère alors nommée « rue du Petit-Bacchus », réclamant ce changement.